# Contrat-cadre
Un contrat-cadre est un contrat par lequel les parties prévoient la conclusion de contrats ultérieurs selon certaines modalités.

## Droit français
En droit français, la notion de contrat-cadre figure dans le Code civil, depuis l’ordonnance n° 2016-131 du 10 février 2016 portant réforme du droit des contrats, du régime général et de la preuve des obligations ; d’après l’article 1111 du Code civil, « [l]e contrat cadre est un accord par lequel les parties conviennent des caractéristiques générales de leurs relations contractuelles futures » et « [d]es contrats d'application en précisent les modalités d'exécution ».

## Droit québécois
En droit québécois, le contrat-cadre est un contrat innommé car il n'est pas défini ou décrit précisément dans le Code civil du Québec, hormis une brève mention à l'article 2392 C.c.Q concernant l'assurance collective de personnes. Par conséquent, il est en principe régi par le droit commun des contrats. Selon le Grand dictionnaire terminologique, les contrats-cadres s'utilisent notamment dans le domaine de la distribution, des assurances, de l'informatique et de la finance.